# Rima Diophantus

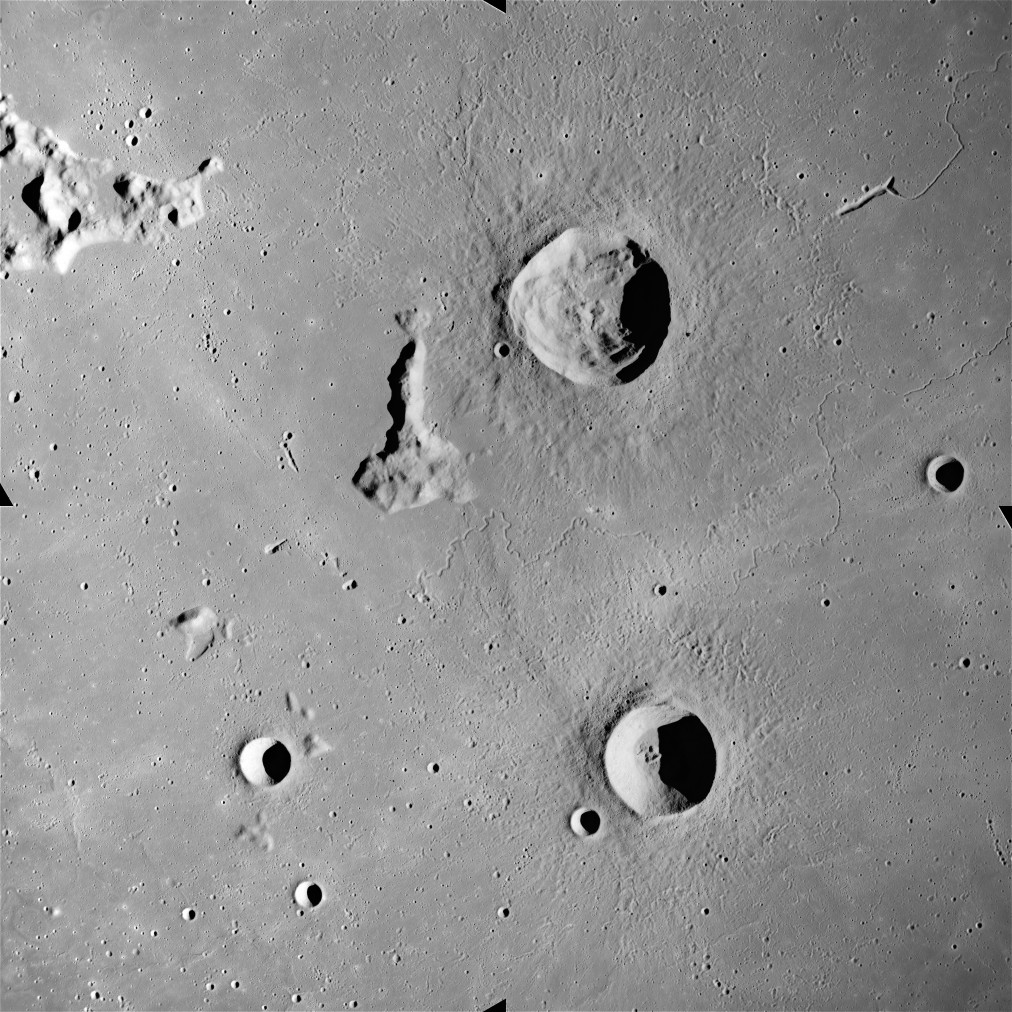
Krátery Delisle (nahoře) a Diophantus (dole více napravo). Mezi nimi se vine Rima Diophantus, Rima Delisle je v pravém horním rohu fotografie pořízené misí Apollo 15.

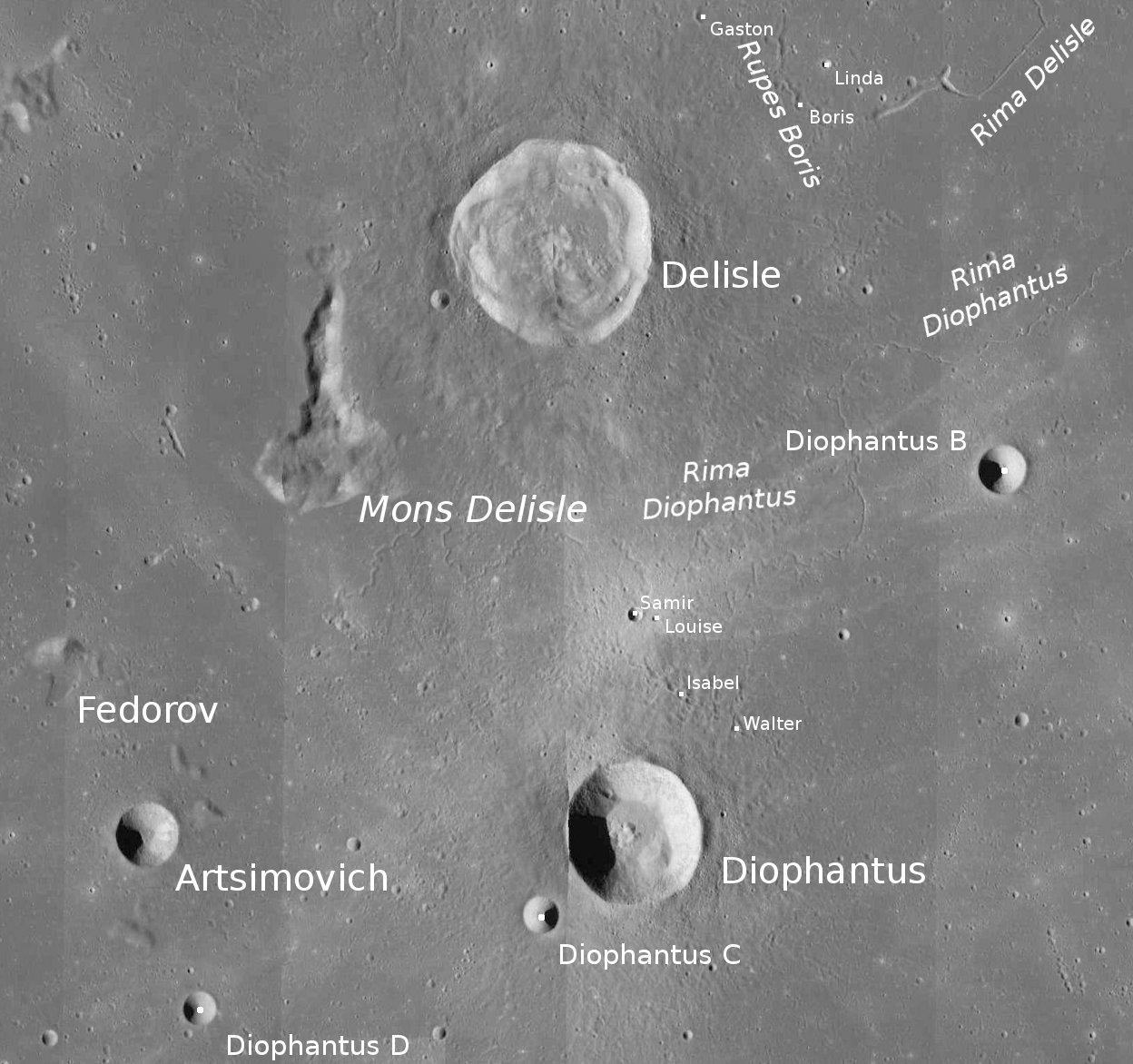
Poloha brázdy Rima Diophantus.

Rima Diophantus je úzká klikatá měsíční brázda nacházející se v Mare Imbrium (Moře dešťů) na přivrácené straně Měsíce. Vine se mezi kráterem Delisle a kráterem Diophantus, podle něhož získala své jméno. Její celková délka je cca 140 km. Střední selenografické souřadnice jsou 28,7° S a 33,7° Z. Mezi brázdou a kráterem Diophantus leží čtyři malé krátery Samir, Louise, Isabel a Walter. Západo-jihozápadně se nachází kráter Fedotov, severně od východní části brázdy lze najít zlom Rupes Boris a další brázdu Rima Delisle, jižně pak kráter Diophantus B. Poblíž brázdy se tyčí hora Mons Delisle.